# Lista de cidades de Washington

Localização do Estado de Washington nos Estados Unidos.

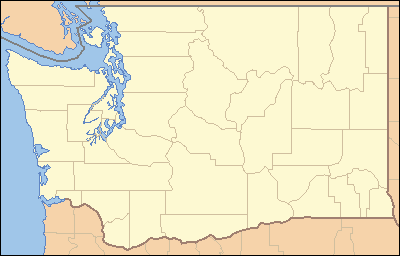
Estado de Washington subdividido pelos seus condados.

Washington é um estado localizado no oeste dos Estados Unidos. De acordo com o Censo dos Estados Unidos de 2010, o estado de Washington é o 13º estado o mais populoso com 6.724.543 habitantes, mas o 20º maior por área territorial, medindo cerca de 172.119,0 km². Washington é dividido em 39 condados e contém 281 municípios incorporados consistindo de cidades e vilas. Legalmente, uma cidade em Washington pode ser descrita principalmente por sua classe. Existem cinco classes de municípios em Washington: cidades de primeira classe, cidades de segunda classe, vilas, cidades não-classificadas e cidades de código.
As cidades de primeira classe são as cidades com uma população de mais de 10.000 habitantes, as cidades de segunda classe são as cidades com uma população de 1.500 a 9.999 habitantes, as vilas são os 69 municípios com população inferior a 1.500 habitantes. As cidades não classificadas são as cidades que não estão operando sob nenhuma outra classe. Somente uma cidade: Waitsburg, no condado de Walla Walla é inclassificada. As classes funcionam sob a carta territorial de 1881 sob a qual foram organizadas, oito anos antes de Washington ser admitido à União em 1889. As cidades código foram criadas pela legislatura estadual, a fim de conceder o maior grau de controle local para os municípios possíveis, sob a constituição do estado e lei geral. Esta classificação foi adotada por 192 municípios em Washington. Uma cidade em Washington também pode ser descrita por sua forma de governo. Cidades e vilas são especificamente autorizadas a três formas de governo: Comissão, Prefeito-Conselho, Conselho-Gerente.
O maior município por população em Washington é Seattle com 608.660 residentes, e o menor município por população é Krupp com 48 residentes. O maior município por área de terra é Seattle, que se estende por 217.1 km², enquanto Beaux Arts Village é o menor, com míseros 0,21 km².

## A
- Aberdeen
- Airway Heights
- Algona
- Anacortes
- Arlington
- Asotin
- Auburn

## B
- Bainbridge Island
- Battle Ground
- Beaux Arts Village
- Bellevue
- Bellingham
- Bingen
- Blaine
- Blakely Island
- Bonney Lake
- Bothell
- Boundary
- Bremerton
- Brewster
- Brier
- Buckley
- Bucoda
- Buena
- Burien
- Burlington

## C
- Camano Is.
- Camas
- Carbonado
- Carnation
- Cashmere
- Cathlamet
- Center Island
- Centralia
- Chehalis
- Chelan
- Chewelah
- Clarkston
- Cle Elum
- Clyde Hill
- Colbert
- College Place
- Colville
- Conconully
- Connell
- Cosmopolis
- Coulee City
- Coulee Dam
- Coupeville
- Crane Island
- Cusick

## D
- Danville
- Darrington
- Dayton
- Decatur Island
- DuPont
- Duvall

## E
- Easton
- Eastsound
- East Wenatchee
- Edmonds
- Eletric City
- Ellensburg
- Ellsworth
- Elmer City
- Entiat
- Enumclaw
- Ephrata
- Everett
- Evergreen

## F
- Federal Way
- Felida
- Ferndale
- Fife
- Fircrest
- Fisher
- Five Corners
- Forks
- Friday Harbor
- Frontier

## G
- George
- Georgetown
- Gig Harbor
- Gleed
- Gold Bar
- Goldendale
- Graham
- Grand Coulee
- Grandview
- Grays River

## H
- Hartline
- Hazel Dell
- Highlands
- Hoquiam
- Hunts Point

## I
- Ilwaco
- Indianola
- Issaquah

## K
- Kahlotus
- Kalama
- Kelso
- Kenmore
- Kennewick
- Kent
- Kettle Falls
- Kirkland
- Kittitas

## L
- La Conner
- Lacey
- Lake Forest Park
- Lake Stevens
- Langley
- Laurier
- Leavenworth
- Liberty Lake
- Longview
- Lopez Island
- Lynden
- Lynnwood

## M
- Mabton
- Malott
- Manchester
- Maple Valley
- Marysville
- Mattawa
- McCleary
- McMillin
- Medical Lake
- Mercer Island
- Metaline
- Metaline Falls
- Minnehaha
- Mippon Express
- Monroe
- Montesano
- Moorlands
- Moses Lake
- Mossyrock
- Mountlake Terrace
- Mount Vernon
- Moxee
- Mukilteo

## N
- Neah Bay
- Nighthawk
- North City

## O
- Oak Harbor
- Olympia
- Omak
- Onalaska
- Orcas
- Orchards
- Oroville
- Orting
- Othello
- Otis Orchards

## P
- Parker
- Pasco
- Pateros
- Point Roberts
- Poulsbo
- Prescott
- Preston
- Prosser
- Pt Angeles
- Pt Blakely
- Pt Gamble
- Pt Hadlock
- Pt Ludlow
- Pt Orchard
- Pt Townsend
- Pullman
- Puyallup

## Q
- Quillayute
- Quincy

## R
- Raymond
- Redmond
- Renton
- Richland
- Richmond Beach
- Richmond Highlands
- Roche Harbor
- Rochester
- Rockport
- Roosevelt
- Rosario
- Roy
- Royal City
- Russell

## S
- Seatac
- Seattle
- Sequim
- Shelton
- Silverdale
- Snohomish
- South Bend
- Spanaway
- Spokane
- Stanwood
- Steilacoom
- Stuart Island
- Sumas
- Sumner
- Sunnyside

## T
- Tacoma
- Toledo
- Toppenish
- Tukwila
- Tumwater
- Twisp

## U
- Usk

## V
- Vancouver

## W
- Waldron Island
- Walla Walla
- Wallula
- Wapato
- Warden
- Washougal
- Wenatchee
- West Sound
- Westport
- Whidbey Island
- White Salmon
- White Swan
- Winlock
- Woodinville
- Woodland
- Woodway

## Y
- Yakima

## Z
- Zillah